# Бобров Іван Якович
Іван Якович Бобров (1907 - 1943) — старший лейтенант Робітничо-селянської Червоної Армії,  Герой Радянського Союзу (1944).

## Біографія
Іван Бобров народився у листопаді 1907 року в селі Соф'їнка (нині — Аннінський район Воронезької області) у селянській родині. Здобув початкову освіту, після чого працював рахівником у колгоспі . У 1929 - 1931 роках проходив термінову службу в РСЧА. У 1941 році був вдруге призваний до армії. У тому ж році закінчив курси молодших лейтенантів та спрямований на фронт. У 1942 році вступив до ВКП(б). До вересня 1943 року командував ротою 409-го стрілецького полку 137-ї стрілецької дивізії 38-ї армії Центрального фронту . Відзначився під час форсування Десни  .
У ніч із 8 на 9 вересня 1943 року Бобров один із перших у своєму полку переправився через Десну. На західному березі річки рота під його командуванням захопила плацдарм і увірвалася до села Рогівка Новгород-Сіверського району Чернігівської області . 9 вересня 1943 року, коли в Боброва і 14 його бійців, що залишилися на той час, скінчилися боєприпаси, вони продовжили битися врукопашну. У бою вони загинули, але виконали бойове завдання. Бобров був похований у селі Рогівка  .
Указом Президії Верховної Ради СРСР «Про присвоєння звання Героя Радянського Союзу генералам, офіцерському, сержантському та рядовому складу Червоної Армії» від 15 січня 1944 року за «зразкове виконання бойових завдань командування на фронті боротьби з німецькими загарбниками» та виявленими при цьому старший лейтенант Іван Бобров посмертно був удостоєний високого звання Героя Радянського Союзу   .
Також був нагороджений орденами Леніна (посмертно) та Червоної Зірки  .
На честь Боброва названо вулицю в селищі Ганна Воронезької області, на будівлі школи в Софіїнці встановлено меморіальну дошку  .